# Витез у тигровој кожи
Витез у тигровој кожи (груз. ვეფხისტყაოსანი дословно ,Онај у леопардовој кожи") је грузијски средњовековни еп из 12. века, који је написао Шота Руставели. Овај еп представља ремек дело грузијске књижевности и припада периоду грузијског златног доба, када је Краљевина Грузија досегла свој врхунац моћи, како у државотворном смислу, тако и у уметности и књижевности. До почетка 20. века међу Грузијцима копија овог епа била је део мираза сваке невесте.
Иако се радња овог епа одвија у измишљеним деловима Индије и Арабије, догађаји у овим земљама само су алегорија владавине краљице Тамаре из Грузије за време грузијског златног доба.
Радња говори о пријатељству два јунака, Автандила и Тариела и њиховом потрагом да нађу љубав. Ови јунаци су предани пријатељи, великодушни, искрени и посвећени тиме да изједначе права између жена и мушкараца. Дело је окарактерисано као еп, витешки роман и као епска романса.

## Историја дела
Ово дело припада грузијском златном добу Краљевине Грузије, за време владавине краљице Тамаре, изабрану од стране њеног оца, Гиорги III од Грузије.
Краљицу Тамару славили су многи песници, због њене лепоте и дипломатских вештина. Она је успоставила протекторате над многим муслиманским и хришћанским земљама. Под њеном владавином, економија је у Краљевини Грузији процветала и престигла Ајубиде, Египат, Кијевску Русију и Византијско царство. Средњовековна наука је напредовала, изграђени су највећи манастири и цркве у Грузији. С обзиром на овај изузетан раст, Шота Руставели је компоновао ово дело. 
Шота Руставели је био грузијски песник, а верује се да је радио и као ризничар за краљицу Тамару. Неки извори говоре да је учествовао у многим војним кампањама Краљевине Грузије, а његово дело Витез у тигровој кожи, иако смештено у далеке земље, представља владавину краљице Тамаре. У прологу, Руставели је поменуо да је ово дело направио у знак захвалности краљици Тамари, док је у епилогу хвалио Давида Сослана, краљичиног супруга.

## Превод
Ово дело преведено је и на остале картвелске језике. Ван Грузије, прво интересовање за ово дело било је 1802. године, када је Еуген Болковитинов објавио свој превод прве странице овог дела на руски језик.У Француској, 1828. године Мариј Брос направио је превод овог дела на француски језик. У 19. веку, дело је употпуности преведено на пољски, немачки и руски језик. Екстракти дела су 1845. године објављени у Русији, Француској и Јерменији. Године 1912. Мејори Вардроп је први пут објавио ово дело на енглеском језику.
Данас, ово дело преведено је на много језика : српски, мађарски , украјински, јерменски, азерски, казашки, кинески, осетински, италијански, румунски, јапански, киргиски, туркменски, шпански, монглоски, белоруски, молдавски, хебрејски, чеченски, курдски, башкирски, чувашки, татарски, есперанто, грчки, корејски, бугарски и персијски језик.

## Галерија
- Шота Руставели представља дело Витез у тигровој кожи, краљици Тамари
- Тариел, витез из дела
- Тариел, Автандил и Придон
- Тариел и Аванди
- Поштанска марка из 1966. у част дела
- Поглед на стадион
- Део дела Витез у тигровој кожи
- Оригинално дело